# 澳大利亚
- 關於澳大利亚領土的主体部分，請見「澳大利亞大陸」。
- 關於位於澳洲板塊上的大洲，請見「澳大利亞洲」。
- 關於南半球主要板塊，請見「澳洲板塊」。
- 關於大洋洲的一個地區，請見「澳大拉西亞」。
- 關於澳大利亞洲與太平洋諸島嶼併稱的地理區域，請見「大洋洲」。
- 關於其他用法，請見「澳大利亚 (消歧义)”和“澳洲 (消歧義)」。

，通称、（缩写为AU、AUS），是一个位于南半球中北部、东半球东部的议会制君主立宪制、联邦制国家。全国整体属于大洋洲（並非自成一洲），是该洲面积最大、南半球面积第二大和全球面积第六大的国家。澳大利亚国土囊括了整块澳大利亚大陆、塔斯马尼亚岛及圣诞岛等数个海外岛屿，国土总面积约7,692,300平方公里，和美國本土的面积相近。截至2024年1月該國人口數已經突破2700萬人。该国没有陆上邻国，所有近邻国家均与其隔海相望。其中东南部有新西兰；东北部有巴布亚新几内亚及瓦努阿图、斐济等太平洋岛国；北部及西北部是印度尼西亚、东帝汶等东南亚国家。澳大利亚的首都为堪培拉，最大城市为悉尼（大都市）和墨爾本（市區），其他主要城市有布里斯班、阿德莱德、珀斯、达尔文等，本土划分为六个州及两个领地。经济社会发展上，属于发达国家和资本主义国家。
澳大利亚所处之大陆在远古时期即有人类居住生活，但其直至17世纪的大航海时代才被发现从而与外部人类社会接轨，18世纪末期始成为英国殖民及囚犯流放的地点，后因发现珍贵矿藏而成为移民、投资兴业的热点。受益于地理位置较为孤立的特点，澳洲自被殖民以来几未受到国际战争波及，内部也鲜有战乱、冲突的发生，仅北部城市達爾文曾受到第二次世界大战的战事影响。但在兩次世界大戰及朝鲜战争等战役期间，均有澳洲籍士兵遠赴歐洲、朝鲜半岛等主要戰場支援聯合王國、联合国等國家及组织的軍事行動。在自身资源禀赋、欧洲成熟的近现代工农业文明植入和英国带来的良好商業法規共同组成的良性发展环境下，自19世纪中后期始，澳大利亚逐步被建设发展成为了自由民主程度、社会經濟发展程度與国民生活质素均属世界前列的发达国家。然而澳洲大陆上的原住民却因此在一些方面深受其害（包括“失窃的一代”等事件），事后澳大利亚聯邦政府曾为此致歉，并逐渐努力改善和保障原住民的生存发展条件和各项权益，情况至今已大有改观。澳大利亚的独立运动与进程始自1901年，原有的六塊英属殖民地（即現在的州份）组成了澳大利亚联邦，从此澳洲开始逐渐脱离英国并独立行使作为国家的主权，直至1986年通过法令完全脱离英国正式成为独立国家。唯君主立宪制未曾变动，至今仍尊英國君主兼任為澳大利亞国家元首。
从地理角度来看，澳大利亚是世界上唯一一个国土覆盖整块大陆的国家。国际相关地理标准将澳洲大陆确定为全球最小的大陆，即凡是面积小于其的陆地均视为岛屿，大于等于其的方可视为大陆。同样获益于相对孤立的地理位置及较晚被发现垦荒开发的历史，澳洲当地为数众多的自然遗产鲜少遭遇各种开发及毁坏，使不少獨特的古老珍貴動植物种（如鴨嘴獸、袋鼠、树袋熊和桉树等）得以存活至今，这些也构成了极高的游览观光及科学研究价值。澳洲政府亦非常重视对这些珍贵自然遗存的保护，比如提倡氣候變化與珊瑚的存亡等，其与美國是並列擁有世界自然遺產最多的國家。该国地广人稀，平均人均擁有國土面積0.353平方公里，是世界人口密度最低的國家之一，全国人口集中分布于东部沿海、各州、领地首府城市及西部沿海城市珀斯附近等地区。在人口集中聚居的地区城市化、现代化程度较高；人口稀疏却占据绝大多数面积的地区（如中西部沙漠、旱热區）等则反之，因其极端自然条件不甚适宜人类生存。澳洲辽阔的国土横跨经纬度范围巨大，所以其有着不同气候下多樣的自然景觀，包括熱帶雨林、別稱為“紅色中心”的大维多利亚沙漠、吸引很多旅客的海濱及馳名遐邇的自然遺產大堡礁及烏魯汝（艾爾斯巨石）。澳大利亞是有人居住的大陸中最古老、最平坦、和最乾燥的。
在人口的组成及文化谱系上，与美国、加拿大和新西兰等国类似，作为殖民地的历史使澳洲成为了一个本地原住民、各种族与各国籍移民人口混居的国家。各类移民及其后裔在现今人口比例中占绝大多数，其中又以欧裔为多，占到了83%。来自欧洲以外的其他地区移民和原住民目前占到总人口的17%。也因此该国是一个多元文化的聚合体，可览多国语言、习俗及特产于一域。但其根本性的政治、经济、流行文化、教育等元素的架构与体系仍与其曾经的宗主国英国相近甚至趋同，英语亦为其官方行政及民众生活中最主要的流通语言，在国旗的左上角也至今保留有整幅的聯合王國国旗图案。
经济上，矿产资源开发、畜牧业、乳畜业、旅游观光以及中高等教育业等是该国获得收入的支柱产业，素有“骑在羊背上”与“坐在矿车上”的国家之称。澳洲是全球第14大經濟體，人均国民生产总值排名世界第10，并被瑞士信贷集团列为世界财富中值最高的国家。澳大利亚的军事支出排名世界第13。澳大利亚的人類發展指數及生活质素、健康医疗、教育、社会福利、经济自由度、媒体言论自由度、公民政治权利之保障等发展指标均长期居于世界前列，因而成为世界上的移民及留学熱點之一，特別是吸引許多鄰近的东亚及东南亚国家人口。澳洲被《福布斯》列於2020年退休宜居國的名單中。
国际事务方面，澳洲是联合国、二十国集团、英联邦、太平洋安全保障条约、经济合作与发展组织、亚太经合组织及太平洋岛国论坛的成员，参与程度积极。因地理位置与亚洲东部及南部相近，與新西兰和东亚各國家的经济、文化关联相对其它西方发达国家要高。双方经济互补性、相互依存度大。

## 词源
“澳大利亚”一詞源於拉丁語，意思為“未知的南方大陆”（terra australis incognita）。
其英文源於拉丁文，意為南方。20世紀初，口語化的稱呼“Oz”開始流行。亦同樣成為澳洲人的口語化稱呼。早在古羅馬，“（未知的南方大陸）”的假想開始出現，並常在中世紀被歐洲地理學家使用。在澳大利亞大陸被西方世界發現後，此名稱便順理成章地成為這片新大陸的名字。 
在英語世界使用這個名稱的最早記錄是在1625年的印刷物上。但直到18世紀末期前，這個名稱是泛指整個南太平洋地區而非特指澳大利亞。1817年，澳大利亞這個名稱第一次出現在官方文件上，當時的新南威爾士總督拉克倫·麥覺理批准了此一名稱，並建議當時殖民政府正式使用此詞。到1824年，海军也正式認可了此名稱。

## 历史

### 远古原住民时期

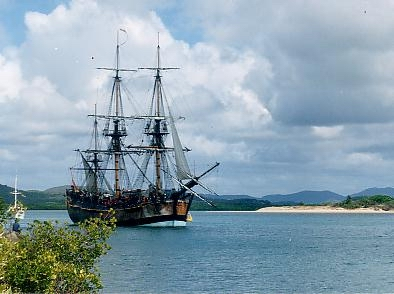
詹姆斯·库克1770年在澳洲东海岸登陆，照片是1988年复制的当时登陆场景；地點是當年登陸的库克城港口

澳大利亚原住民包括两个广泛的群体：澳大利亚大陆（以及包括塔斯马尼亚岛在内的周边岛屿）的原住民和托雷斯海峡岛民，他们是一个独特的美拉尼西亚人。据估计，澳大利亚大陆的人类居住始于5万至6.5万年前，当时人们从现在的东南亚通过陆桥和短暂的海上通道迁移。目前还不确定有多少移民潮可能促成了这些现代澳大利亚原住民的祖先。阿纳姆地的Madjedbebe岩石避难所被认为是澳大利亚最古老的人类栖息地。发现的最古老的人类遗骸，其年代约为41000年前。

### 欧洲的探索和殖民
17世纪後，歐洲的西班牙人、葡萄牙人、荷兰人、法国人為了尋找香料而陸續到达。在小说《格列佛游记》中，“新荷兰”即是指澳大利亚大陆，“范迪门地”则是指塔斯马尼亚岛。1768年，英國海军上校詹姆斯·库克乘坐奮進號由英國前往大溪地。1770年4月29日，库克船队在悉尼植物学湾登陆，同年英国宣布擁有澳洲主權。1788年1月26日，英國航海家亚瑟·菲利普率領首批移民定居悉尼，并且升起英国国旗，澳洲正式成为英国殖民地。1797年，麥卡瑟（John Macarthur）由好望角引進美麗諾羊，澳洲畜牧業開始快速發展。
英國於1610年至1770年間將罪犯遣送至北美，其中包括美國及加拿大流放地，時間長達160年。隨後美國十三州殖民地的独立美國革命后，英國擔心被送至加拿大北美殖民地的英國囚犯會聯合美國來對付英國，因此英國面臨另尋囚犯地的窘境，從1788年至1868年的80年期間，英國才轉向澳洲送囚，同時協助開墾澳洲大陸。根據統計，这期间英國送至澳洲的總囚犯數為16萬5千人左右，最後一批英國囚犯於1868年被送至西澳。

### 联邦运动和当代
新南威爾斯州的貝瑟斯特、維多利亞州的巴拉瑞特發現金礦，自由移民開始激烈增長。1901年1月1日，澳洲各殖民區改制為州，組成澳大利亞聯邦，成为大英帝国的聯邦或自治领，歸類為君主立宪制国家。依其聯邦法律，其国家元首是澳大利亞君主，與英國君主為同一人。1914至1918年，澳洲參與主戰場在歐洲大陸的第一次世界大戰，因此也是戰勝國之一。1927年，首次澳洲聯邦會議在坎培拉臨時國會大廈舉行，從此澳洲走向政治獨立。1931年，澳洲取得内政外交的独立自主权，成为大英國協的独立国家。1933年，西澳公投通過脫離英國而獨立，但聯邦國會予以否決。1939年第二次世界大戰爆發，澳洲跟隨英國參战並对德國及意大利宣战，並參與一切盟軍與軸心国的战役，直到太平洋战争爆發，日本帝國入侵澳洲的新幾內亞領地，美澳联軍成功抵擋日軍攻勢，1942年，日本帝國空軍空襲達爾文，澳洲本土第一次被战火波及，日本海軍亦曾駛至雪梨市海灣，令當時澳洲人民覺得日軍会登陸澳洲本土，這個問題直到2年后日軍敗退、1945年日本投降才消失。1956年，墨尔本舉行的奧林匹克運動會為澳洲舉辦的第一次夏季奧運會，亦是南半球國家以及英國本土外的英聯邦國家的首次奧運會。
1967年，澳洲國會以全民公投廢除對原住民的法律歧視，這是白人移居澳洲後的第一次改變。
1986年，澳洲女王伊麗莎白二世前往澳洲簽署《與澳洲关系法》，規定澳洲高等法院擁有终审权，位於英国倫敦的樞密院司法委員會將不再对澳洲擁有终审权。
1999年举行澳洲實行共和制公投，決定是否改採共和体制取代现有君主立憲制，并且以總統為國家元首，但最後被否決。其後工黨領袖陸克文上任總理後，於2007年12月3日宣布將計劃再舉行類似公投來改變現行體制，並且直選總統，但最終不了了之。
2008年2月12日，時任澳洲總理的陸克文在多名原住民代表、國會議員和社會賢達的見證下，於聯邦國會向原住民三次道歉，代表政府向原住民為失竊的一代和有損原住民族文化的政策鄭重道歉。
2023年10月14日，澳洲舉行「原住民之聲」公投，决定是否应该设立“原住民之声”机构並承認該機構列入憲法的地位。最後因近6成人反對，公投失敗告終。

## 地理

澳洲地形图

澳洲位於南半球、东半球，介於南太平洋和印度洋之间，擁有澳洲大陆和塔斯曼尼亞等岛屿。澳洲四面環海，东南隔塔斯曼海与紐西蘭为邻，北部隔帝汶海和托雷斯海峡与东帝汶、印度尼西亞和巴布亞新几内亞相望。
澳洲佔有大洋洲绝大部分陸地，總面積769.2萬平方公里。沙漠和半沙漠面积达340万平方千米，约占总面积的44%。澳洲四面环海，海岸线较为平直，长達36,735公里。
澳大利亚全境平均海拔300米，超過1,000米的山地面積低於1％，低於500公尺者達87％，乃地表起伏最和緩的大陸。西部是海拔200-500米的低高原，多分布沙漠和半沙漠；也有一些海拔1,000-1,200米的横断山脉。中部是平原，海拔在200米以下，盛长草本植物，其中埃尔湖是最低点，湖面低于海平面12米，以此为中心的大平原为大自流盆地。东部是古老山脉所形成的高地——大分水岭，大部分海拔800-1,000米，东南部的科修斯科山海拔2,230米，是澳洲本土最高峰。东北部沿海的大堡礁是全球最大的珊瑚礁。
澳大利亚大盆地从卡奔塔利亚湾向南延伸至达令河北支流的上游，为世界最大的自流盆地。
澳大利亚主要河流有墨内河（2,520公里）及其支流，水量季节性强，干季易断流。
澳洲于2012年11月设立全球最大的海洋保护区，以保护澳洲6块水域、共230万平方公里的海洋环境。

### 气候

依柯本氣候分類法分析的澳洲氣候圖

氣候上西部高原和內陸沙漠屬熱帶沙漠氣候，乾旱少雨，年降水量僅100-300毫米；北部屬熱帶草原氣候，年降水量1,000-2,300毫米，為全國多雨區，少部分屬亞熱帶；東部新英格蘭山地为南屬溫帶闊葉林氣候，年降水量500~1,200毫米。年均溫北部為27℃，南部14℃。 
澳洲是全球最乾燥的大陸，飲用水主要是自然降水，並依賴大坝蓄水供水。政府嚴禁使用地下水，因為地下水資源一旦開採，很難恢復。 2006年起，聖嬰現象影響擴大，導致降雨大幅減少，各大城市普遍缺水，紛紛頒布多項限制用水的法令，以節水渡過乾旱。 這一現象直到2008年後開始好轉，東海岸每年的降雨量亦開始恢復正常。 

### 生态
澳洲大部分是半干旱或荒漠地带，但生态环境極為丰富，包括从高地的石南荒原到热带的雨林，為全球17个超级生物多样性国家之一。澳洲许多生物是當地独有，原因是澳洲大陆较古老、地理上长期孤立，和氣候极端多变。其被子植物约85%、哺乳类动物約84%、鸟类超过45%，和近岸温带鱼类約89%是特有种。澳洲许多生态区，和区内的生物已被人类活动和外来物种所威胁。联邦《1999年环境保护和生物多样性保育法案》是保护濒危物种的根本法律。基於“生物多样性行动计划”，设立了許多受保护地区以保育独特的生态系統；64个湿地根据《湿地公约》而登记；另有16个世界遗产。“环境可持续指数”公布於2005年，澳洲在2006年排名全球第13。

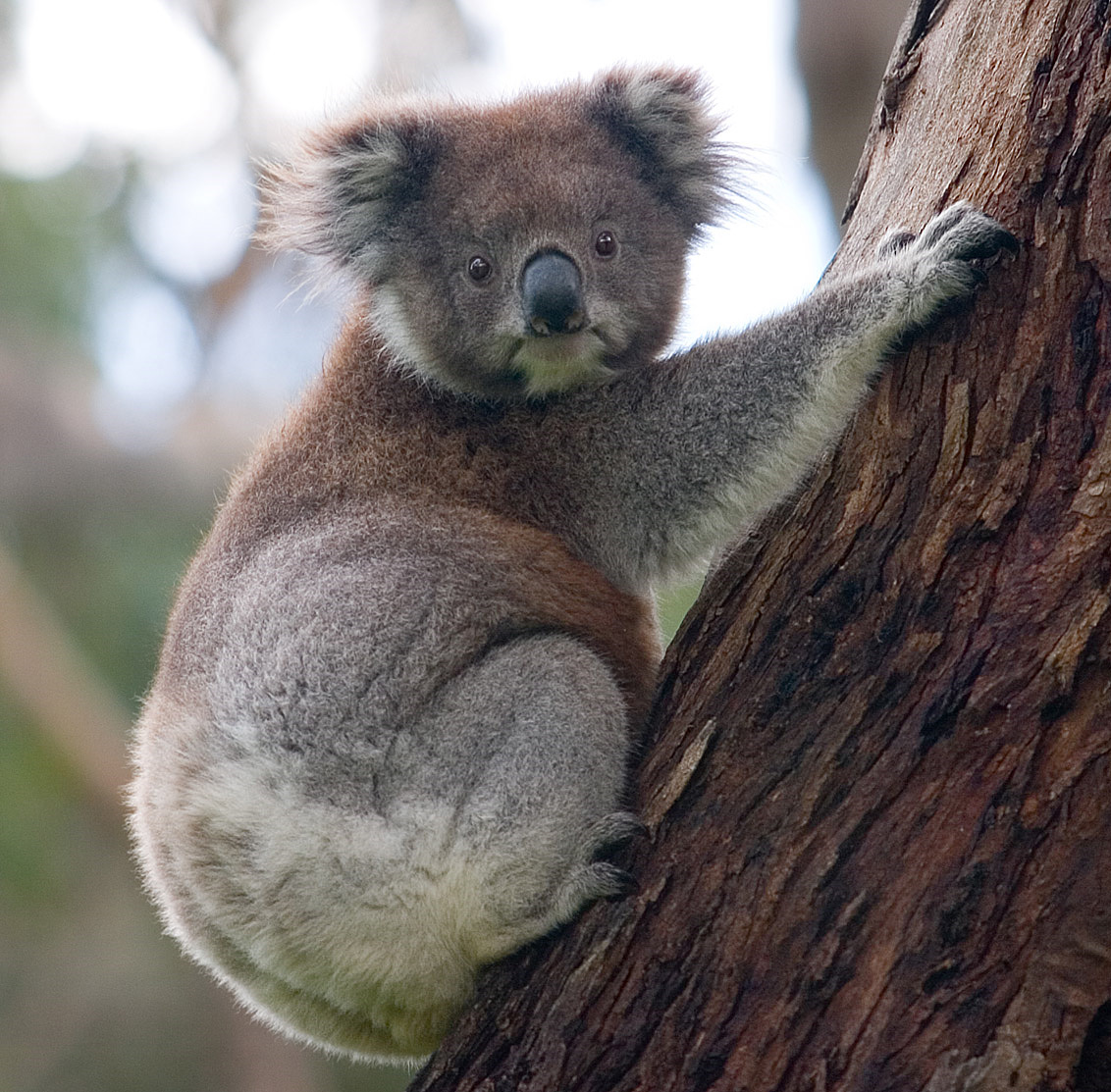
栖息于桉树上的树袋熊

澳洲多數木本植物是常绿的，且很能适应火灾和干旱，例如桉树和金合欢。但近十年來，由於乾旱惡化，東岸地區屢次發生森林大火；2009年，東岸地區的森林和部分民宅受到有史以來最嚴重的火災侵襲，史称2009年澳洲熱浪。2019年，再有严重火灾袭击澳洲东部。澳洲的豆科植物种类繁多且本地特有，它們能与根瘤菌和菌根真菌共生，因此較适应较贫瘠的土壤。澳洲出名的动物有单孔目（如鸭嘴兽和针鼹）、有袋类（如袋鼠、树袋熊和袋熊，其中拳击袋鼠还是澳大利亚的国家象征）、湾鳄和淡水鳄、鸸鹋和笑翠鸟等鸟类。澳洲的毒蛇数量在世界之最。
澳大利亚野犬约引进於公元前3,000年，當時澳洲原住民與南岛人贸易。人类最初定居后，许多动植物物种很快绝种，包括一些大型动物。欧洲殖民开始后，更多物种步向灭绝，包括袋狼。

### 时区

非夏令时期间（每年4-10月）全国的时区情况

澳大利亚的时区构成比较复杂，因为各个州的时间是该州政府或居民公投结果所决定。整体上全国时区介于UTC+8至UTC+10（夏令时期间为UTC+11）之间。由于只有个别州份使用夏令时，在每年10月至次年4月间，同一经度上的地区会出现不同的地方时，如北领地与南澳大利亚州，以及昆士兰州和同处东部海岸的首都领地及维多利亚等州。此外，南澳大利亚州与北领地和其它州的时差并不是大多数情况下跨过一个时区所增减的1小时，具体情况如图所示。因此，在澳洲各州间旅行迁徙，要注意核对当地的时间。

夏令时期间（每年10月-次年4月）全国的时区情况

例如，在非夏令时（4月-10月）期间，当西澳大利亚州的时间为00:00时，南澳大利亚州和北领地的时间即为01:30，昆士兰、新南威尔士、首都领地、维多利亚、塔斯马尼亚州的时间为02:00；而在夏令时（10月-次年4月）期间，同样设定西澳大利亚州的时间为00:00，此时北领地的时间是01:30，南澳大利亚州为02:30，昆士兰州为02:00，新南威尔士、首都领地、维多利亚和塔斯马尼亚州则为03:00。

## 政治

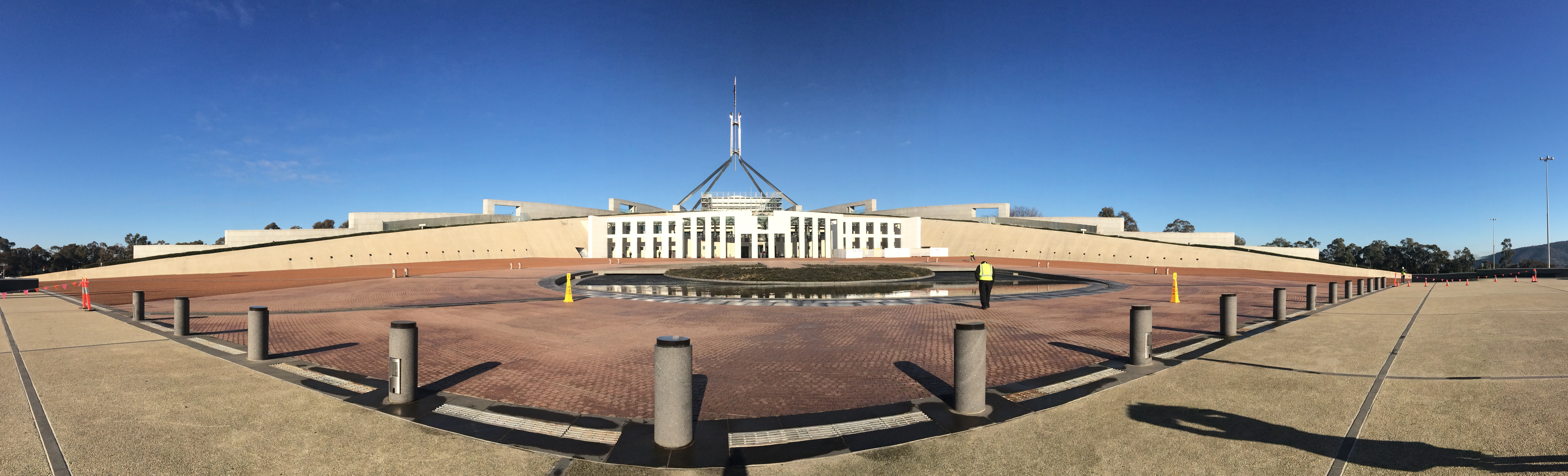
1988年啟用至今的新国会大厦，位于堪培拉

澳洲政治體制是聯邦制度君主立憲議會制，設有聯邦議會（包括參、眾兩院）、6個州各自的議會，此外两个自治领地也有自治议会。國家元首為澳大利亚君主，君主不在澳大利亚时由澳大利亚总督在聯邦層面代表。聯邦总督依據联邦行政会议的建议施政。名義上，內閣施政必須经總督批准才有法律效力，但是聯邦政府總理和其內閣實際擁有大多數的行政權力。澳洲君主在各州亦有州總督作為其代表，依據州政府的建議行事。
澳洲選舉采用强制投票制度，拥有选举权的澳大利亚公民必须参加投票，没有参加投票的选民需要给出合理解释，否则需要缴纳罚款。
在联邦层面議會陣營大致分為執政黨和反對黨，两大陣營分别為中間偏左的澳大利亚工黨和由澳大利亞自由黨与澳大利亞國家黨组成中間偏右的執政联盟。还有若干個小黨如澳大利亞綠黨和澳大利亚民主党等。各州及领地层面的情况则各有不同，参见下表。
| 行政区   | 联邦 Commonwealth of Australia | 维多利亚州 Victoria | 新南威尔士州 New South Wales | 昆士兰州 Queensland | 塔斯马尼亚州 Tasmania | 南澳大利亚州 South Australia | 西澳大利亚州 Western Australia | 首都领地 Capital Territory | 北领地 Northern Territory |
| -------- | ------------------------------ | ------------------- | ---------------------------- | ------------------- | --------------------- | ---------------------------- | ------------------------------ | -------------------------- | ------------------------- |
| 执政党   | 澳大利亚工党                   | 澳大利亚工党        | 澳大利亚工党                 | 澳大利亚工党        | 澳大利亚自由党        | 澳大利亚工党                 | 澳大利亚工党                   | 澳大利亚工党               | 乡村自由党                |
| 反对党   | 自由党—国家党联盟              | 澳大利亚自由党      | 自由党—国家党联盟            | 自由國家黨          | 澳大利亚工党          | 澳大利亚自由党               | 自由党—国家党联盟              | 澳大利亚自由党             | 澳大利亚工党              |
| 起始日期 | 2022年5月                      | 2014年12月          | 2023年3月                    | 2015年2月           | 2014年3月             | 2022年3月                    | 2017年3月                      | 2012年10月                 | 2024年8月                 |

### 政府架構
澳洲聯邦的政體為君主立憲制和議會制。現任澳大利亚君主是英國國王查爾斯三世，他同时也是英国和其他英联邦王国的國家元首。澳洲總督代表國王行使權力，有權解散國會，但實務上僅在總理建議下為之。歷史上最著名的憲政危機發生在1975年，當時由於執政工黨和在野自由黨聯盟分別控制兩院，在野黨拒絕支持預算案，總督其後突然解除總理的職務。
政府三大體系如下：
- 立法權：在聯邦議會（Parliament）。由參議院（The Senate）、眾議院（House of Representatives）組成。
- 行政權：內閣。成員有聯邦總理及各部會首長。澳洲聯邦總督和各州總督由內閣提名。
- 司法權：在最高法院和其他聯邦法院、州法院。

眾議院目前共151個席位，基本以各個州人口數分配，實行單一選區制，以排序複選制產生。眾議院多數黨組成聯邦內閣，其黨魁為聯邦總理。
參議院具有立法審議權，參議院席位無關人口數，每州各12席，北方領地和首都特區各只2席，共76席。兩院每三年改選一次。眾議員任期三年，參議員任期六年（注：首都和北方領地的參議員任期是三年），故後者每次只改選半數。
| 机构及职务 | 澳大利亚君主 Monarchy of Australia | 澳大利亚总督 Governor-General of Australia | 澳大利亚联邦政府 總理 Prime Minister of Australia | 澳洲高等法院 首席大法官 Chief Justice of Australia | 澳大利亚参议院 议长 President of the Australian Senate | 澳大利亚众议院 议长 Speaker of the Australian House of Representatives |
| ---------- | ---------------------------------- | ------------------------------------------ | ------------------------------------------------- | -------------------------------------------------- | ------------------------------------------------------ | ---------------------------------------------------------------------- |
| 照片       |                                    |                                            |                                                   |                                                    |                                                        |                                                                        |
| 姓名       | 查爾斯三世國王 King Charles III    | 萨曼莎·莫斯廷 Sam Mostyn                   | 安東尼·阿爾巴尼斯 Anthony Albanese                | 史蒂芬·加格勒 Stephen Gageler                      | 苏·莱恩斯 Sue Lines                                    | 密尔顿·迪克 Milton Dick                                                |
| 出生地     | 英国伦敦                           | 澳大利亚堪培拉                             | 澳大利亚悉尼                                      | 澳大利亚Sandy Hollow                               | 澳大利亚珀斯                                           | 澳大利亚布里斯班                                                       |
| 出生日期   | 1948年11月（76歲）                 | 1965年9月（59歲）                          | 1963年3月（62歲）                                 | 1958年7月（66—67歲）                               | 1953年12月（71歲）                                     | 1972年7月（52—53歲）                                                   |
| 就任日期   | 2022年9月                          | 2024年7月                                  | 2022年5月                                         | 2023年11月                                         | 2022年7月                                              | 2022年7月                                                              |
| 所属党派   | 无                                 | 无                                         | 澳洲工黨                                          | 无                                                 | 澳洲工黨                                               | 澳洲工黨                                                               |

### 北領地與首都領地
北領地實行高度地方自治，因為澳洲原住民的文化根深蒂固。北領地經濟以旅遊業為主，人口約25萬，首府達爾文有10萬名居民。首都領地則主要為国家公共行政相关的人士所居住與生活。

### 印度洋和其他領地
澳大利亚在印度洋有多个岛屿，其中有人居住的圣诞岛和科科斯（基林）群島组成澳屬印度洋領地，而临近新西兰的诺福克岛也有一定的自治权，上述地区和几个无人岛统称为外部领地（External
territories）。

## 外交
澳洲政府自1931年后一直采取比較溫和的外交政策，在極力保持同美國、英國等其他西方國家維持盟友關係的同時，亦在1980年代開始后因為地理位置因素積極的拓展同東亞以及東南亞國家的關係，近年來與日本、新加坡、印度尼西亞、馬來西亞、韓國及中華民國交往密切。而作為英聯邦中的主要國家之一，澳洲是英聯邦論壇中的主要首腦成員國之一。雖然澳洲與其前宗主國英國一直關係密切，然而到1990年代，澳大利亞共和運動開始發展，2010年下半年，工黨領袖，時任總理茱莉雅·吉拉德上臺後明確表示，澳大利亞適宜於英國女王伊莉莎白二世退位後，考慮改為共和制國家。
澳洲政府在其2004年的外交白皮書中表示：其基本外交的政策是重視澳洲與美國之間的關係，并且藉助經貿互動促進與亞太地區國家的關係，即強化美澳同盟的前提下與亞太地區國家发展。近幾十年來，某程度上，澳洲政府一直在致力於推進全球貿易的自由化發展，這亦直接或間接導致了凱恩斯集團和亞太經合組織的形成。澳洲是經濟合作與發展組織以及世界貿易組織創始會員國之一，並與美國簽署了澳美自由貿易協定，此外澳洲亦與紐西蘭簽訂有緊密經濟合作協議。截止到2010年，澳洲政府與日本政府持續進行關於自由貿易和雙邊互信等一系列親密合作夥伴的談判，并且簽訂了多個雙邊自由貿易協議。澳洲在政治，經濟以及軍事上的親密盟友包括北約諸國和日本。
作為聯合國的創始會員國之一，澳洲亦在多年來堅定致力於外交上的多邊主義，在聯合國和多個國際組織的援助計劃下，澳洲曾經援過的發展中國家逾60個，2005年至2006年度的海外援助計劃逾250億美元，但是以國內生產總值比例來計算，這個數字則微不足道。1971年，澳洲與英国、紐西蘭、马来西亚和新加坡共同簽署五國聯防（FPDA）協定。通過該協定，澳洲與英國以及紐西蘭將在马来西亚和新加坡任何一方受到軍事滋擾時共同幫助防禦，澳洲通過該協定迅速的擴大了自己在亚太地区的影響力，并且逐漸開始將自己的軍事以及經濟勢力擴展至东南亚地区，成為一個政治以及軍事上的多邊國家。

## 军事

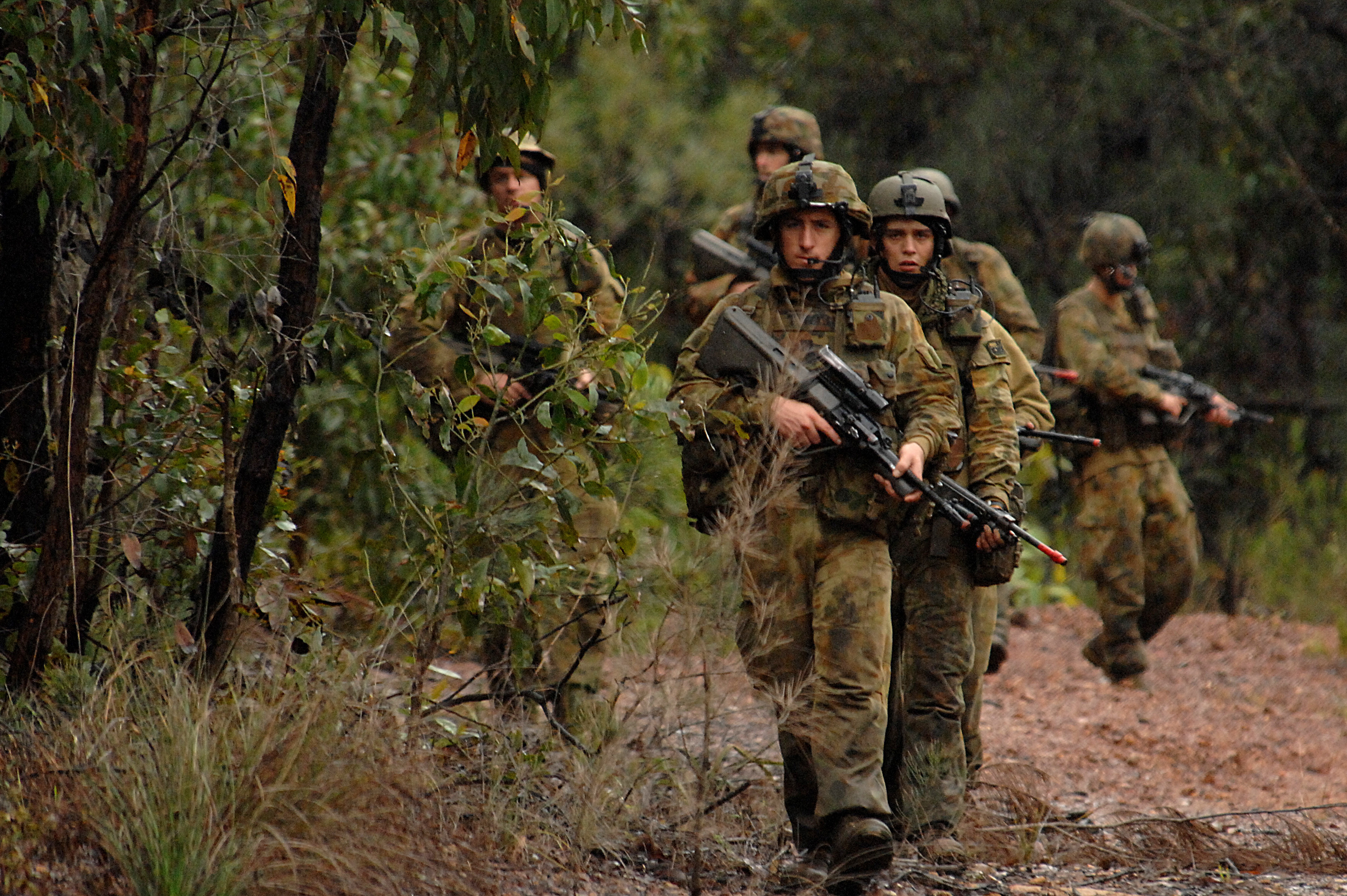
2007年澳洲與美國進行的聯合軍事演習，照片攝於澳洲肖尔沃特湾

澳大利亚联邦的国家武装力量為澳大利亞國防軍，其中包括澳大利亞陸軍、澳大利亞皇家空軍和澳大利亞皇家海軍，截至2020年7月共有90,070名官兵在役（包括60,330名常規軍和29,740名預備役士兵），其中皇家澳洲海軍配備了柯林斯級潛艇柴電潛艇、紐澳軍團級巡防艦、阿德萊德級巡防艦和霍巴特级驱逐舰等，於1940年代至1980年代亦曾經配置有墨爾本號航空母艦。澳洲國防軍在近期的編制以及架構均保持在防衛性質，鮮有離岸攻擊或者入侵別國的遠期計劃。但在近期美國和北約發起的大型戰爭中，幾乎都可以看到澳軍的身影。國防軍總司令人選經由內閣提出，由總督委任，負責軍隊日常行動。而其他行政上的工作，則由國防部及其部長負責。
澳洲皇家空軍是當今世界上裝備最為精良的空軍力量之一，在與美國等盟友國共同研發了當今世界上最為先進的戰鬥機：F-35閃電II戰鬥機后亦訂購了72架該機型，并將於2018年以後進行裝備。目前皇家空軍裝備有75架F/A-18黃蜂式戰鬥攻擊機、21架P-3獵戶座海上巡邏機等。
澳洲憲法一直將無核化視為其重要國策之一，不僅民用設施，在軍事領域亦禁止任何核武，不過保留核動力的使用（AUKUS）；是到目前為止唯一一個實施這一計劃的西方大國。澳军曾經參與過的大型战争包括第一次世界大戰、第二次世界大戰、韓戰、越南战争、波斯灣戰爭、阿富汗戰爭和伊拉克戰爭。
2010年-2011年澳洲的年度軍費開支為257億美元，在全球各國中排名第14位，但是只佔據全球軍費總支出的1.2%。澳洲國防軍在第二次世界大戰後一直有參與聯合國維和部隊在世界各地的救災和各地武裝衝突的維和任務；截止2009年，大約有3,300名澳洲國防軍分布在包括所羅門群島，阿富汗，東帝汶等12個國家和地區執行維和任務。

## 行政区划
澳洲本土劃分為六个州和兩个内部領地。
六州為：
- 新南威爾士（New South Wales，简称为NSW），面积800,642 km²，首府悉尼（Sydney）
- 昆士蘭（Queensland，简称为QLD），面积1,730,648 km²，首府布里斯班（Brisbane）
- 南澳大利亚（South Australia，简称为SA），面积983,482 km²，首府阿德萊德（Adelaide）
- 塔斯馬尼亞（Tasmania，简称为TAS），面积68,401 km²，首府霍巴特（Hobart）
- 維多利亞（Victoria，简称为VIC），面积227,416 km²，首府墨爾本（Melbourne）
- 西澳大利亚（Western Australia，简称为WA），面积2,529,875 km²，首府珀斯（Perth）

二領地是：
- 首都领地（Australian Capital Territory，简称为ACT），面积2,358 km²，首府堪培拉（Canberra），連同傑維斯灣領地。
- 北領地（North Territory，简称为NT），面积1,349,129 km²，首府達爾文（Darwin）

澳大利亚首都位於堪培拉。堪培拉是在兩大城市墨爾本和悉尼相爭20年未果後，以地理位居兩城之中而獲選為首都。

## 经济

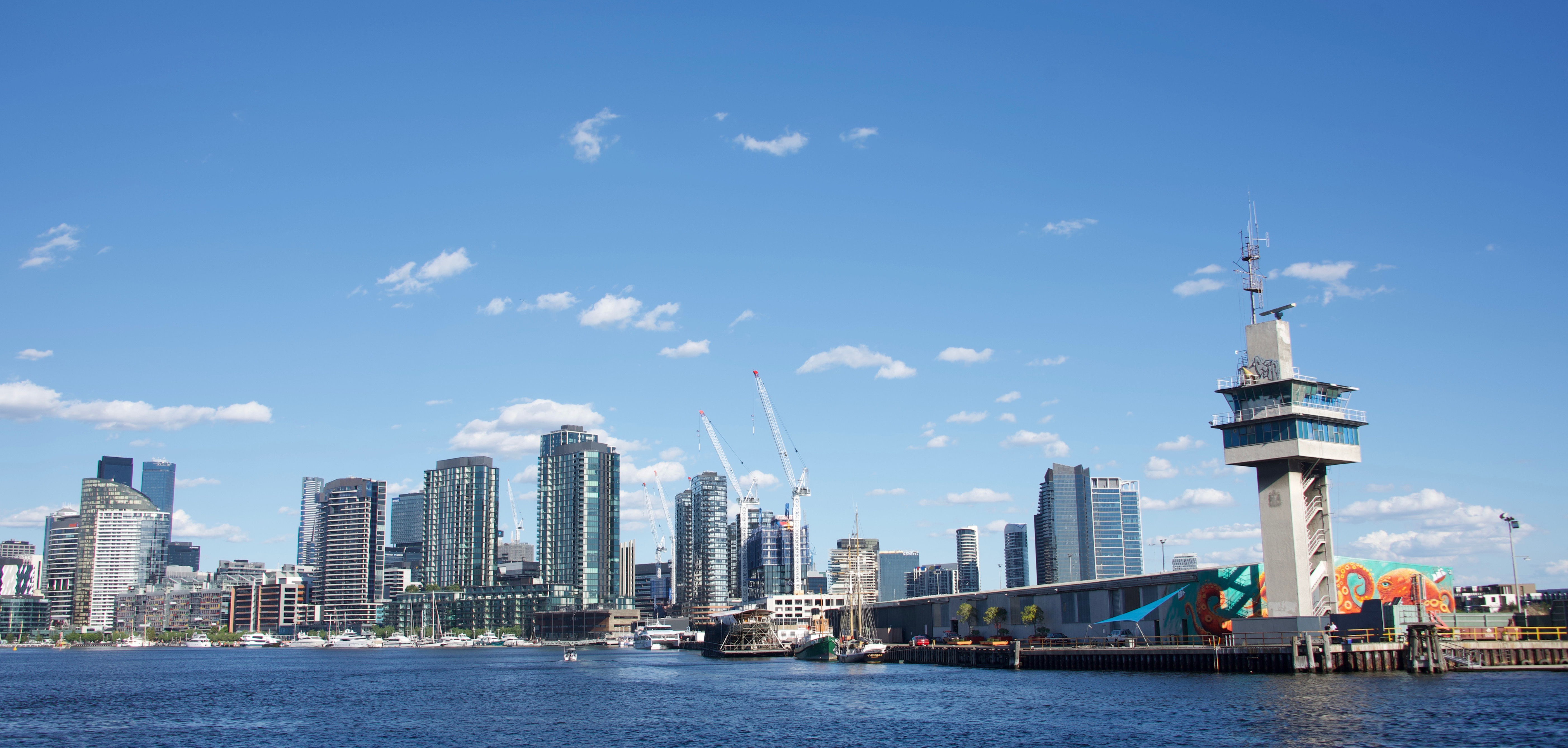
墨爾本濱海港區，墨爾本擁有澳洲的文化，藝術，購物中心的美名

### 综述
澳大利亚为南半球经济最发达的国家，亦是世界经济最发达的国家之一。2023年，澳大利亚国内生产总值约1.7万亿美元，人均国内生产总值约6.5万美元。澳大利亚是世界十大农产品出口国和六大矿产资源出口国之一。被誉为“骑在羊背上的、坐在矿车上的、手持麦穗的国家。”澳大利亚的金融业，商业和服务业也极为发达。此外，澳大利亚的旅游业也在全球名列前茅。

### 金融货币

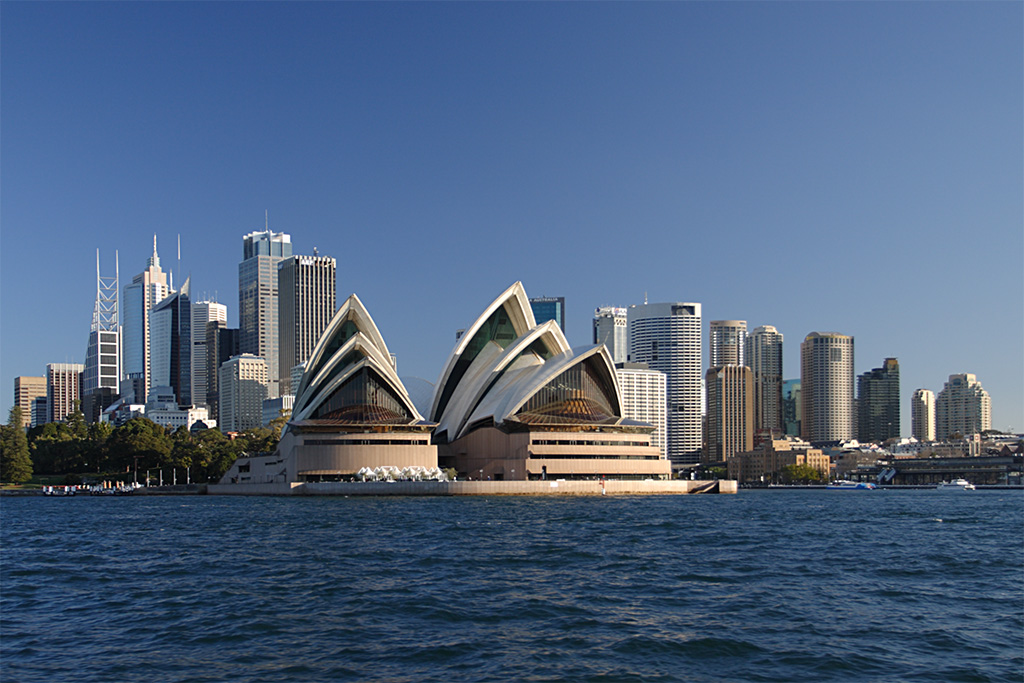
悉尼是澳洲第一大的城市，商業中心區也是全澳洲的金融、股市的商業重鎮

澳洲的貨幣是澳幣，但最初是隨英國採用英鎊。後來發展自己的幣制──澳洲鎊，幣值同於英鎊。當時一鎊有20先令；一先令有12便士。因此每鎊有240便士。1966年，澳洲推行十進位制，亦同時改革貨幣。當時已是十進位制的1美元約價值0.5英鎊，新的澳幣改為與美元作等值連結。一澳幣等於0.5舊澳洲鎊，即0.5英鎊。一澳幣有100分，因此每一澳分約等於1.2便士。2002年起，澳洲改革幣質，新紙幣內含膠質，不易破爛、耐用美觀；不同面值的紙幣有不同特色的透明「窗口」，是全球最先採用此設計的國家。2010年，澳幣正式取代瑞士法郎的國際地位，成為全球第五大流通貨幣。
澳大利亚金融业极为发达，澳大利亚是世界上银行总价值第三高的国家，仅次于中国和美国。澳大利亚四大银行的市值甚至超过了欧元区所有国家所有银行的总和。
澳洲四大金融集團是西太平洋銀行(Westpac Bank)、澳洲國民銀行(National Australia Bank)、澳新銀行(Australia and New Zealand Banking Group)和聯邦銀行(Commonwealth Bank of Australia)。

### 旅游
作为第三产业的重要组成部分，旅游业在澳大利亚得到长足而迅速的发展。因为有着优美的自然风光和珍稀动植物资源，加之发达的经济，澳大利亚成为让人流连忘返的旅游圣地。主要旅游景点有悉尼歌剧院、悉尼海港大桥、悉尼塔（南半球第二高建筑）、黄金海岸、大堡礁、北艾尔湖、墨尔本艺术馆、原住民发祥地卡卡杜国家公园及原住民文化区威兰吉湖区等。

### 对外贸易
澳大利亚为贸易强国，是世界十大农产品出口国和六大矿产资源出口国之一。小麦出口量高居在於世界第二位。主要出口商品有煤、黄金、铁矿石、原油、天然气、铝矾土、牛肉、羊毛、小麦、糖、饮料等。主要进口商品有航空器材、药物、通讯器材、車輛、原油、精炼油和汽车配件等。澳大利亚的主要贸易对象有中国大陆、日本、臺灣、美国、紐西蘭、香港、德国、英国、南非、沙特阿拉伯、印度、韩国、新加坡、印度尼西亚、巴西等。其中，日本、美国、紐西蘭、中国及新加坡为澳大利亚最重要的贸易伙伴。
由於農業佔了澳洲經濟的五分之一，因此自然生態檢疫上和紐西蘭一樣嚴格，對外來物種有極嚴格的檢查。以保護澳洲自然生態環境。

### 科学技术
澳洲的科学技术在能源利用領域、醫學及化學領域、市場資源管理、農業及畜牧業領域等貢獻良多。在醫藥領域，一些大學以及眾多學者對於人類器官移植基礎以及免疫學，人類大腦神經，利用細菌以及微生物學方面為全球最為先進的國家之一，其中霍華德·弗洛里男爵曾于1945年因為與德國和英國的科學家共同研究出盤尼西林（青黴素），而獲得諾貝爾醫學獎。
澳洲是核融合科技的發源地。核融合程序於1932年由澳洲科學家马克·奥利芬特發現；隨後於1950年代早期，他在澳洲國立大學(ANU)成立了全球知名的電漿核融合研究機構(Fusion Plasma Research)。ANU校內的H-1NF是全球核融合與電漿研究的重鎮，目前也是南半球唯一的核融合研究設施。
澳洲是全球利用太陽能能源最為廣泛與先進的國家之一，太陽能技術被廣泛的應用在工業，農業，民用設施等領域。自1990年代開始后，澳洲大量興建太陽能發電廠以取代核電站的作用，太陽能能源與風力發電在全國被大力推廣。根據2024年能源經濟與金融分析研究所（IEEFA）的報告，若澳洲推行核能計畫，可能會導致電費大幅上漲。該報告指出，建設核電廠的成本高昂，核能發電的成本可能是現行電力成本的1.5到3.8倍。這引發了對核能是否經濟可行的廣泛討論，並強調了推動可再生能源的必要性。此外墨爾本亦是世界上第一個使用太陽能動力供給城市交通燈以及儲存太陽能供應路燈電力的城市。澳洲的農業及畜牧業擁有先進的管理體制與極高現代化的設備，是全球最為發達的國家之一。在培育農作物，漁業以及飼養牲畜方面產生了大量的科技成果，并保有先進的無污染培植飼養環境，令農業成為國家的支柱產業之一。在海洋生物技術方面澳洲亦是全球最為先進的國家之一，全國設有多個海洋生物研究機構，豐富的海洋資源得以被充分的利用，生物食品業亦異常發達。
工業科技方面，十九世紀以來至二十世紀中葉澳洲受到英國影響，設立眾多重工業企業，這其中有現在已是通用汽車旗下的霍頓汽車、大型車身生產企業傲群、採礦業巨頭必和必拓公司的前身布羅肯希爾控股公司以及力拓集團等，科技方面亦有Altium公司，金屬風暴。澳洲的科技公司總部多設立於第二大城市墨爾本，墨爾本工業以及高科技企業雲集，亦有南半球矽谷之稱。同时，悉尼作为澳大利亚的第一大城市，大多数的金融、贸易、高端服务业、旅游业的大型公司把总部设于此。
截止2021年，共有十四名澳洲科學家以及文學家摘得諾貝爾獎。

## 交通运输

### 综述

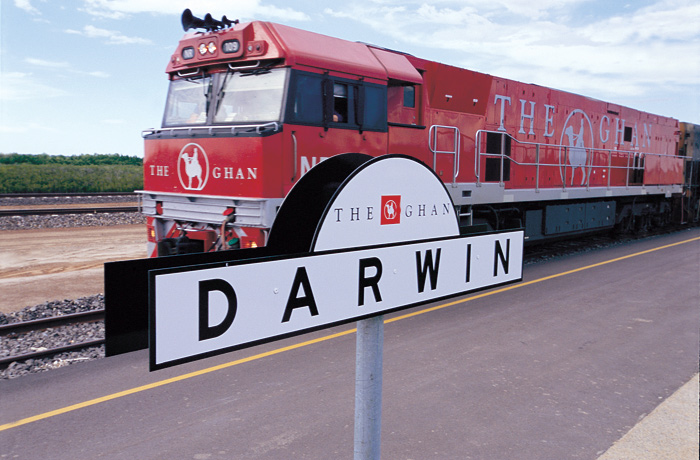
縱貫澳洲大陸的汗號列車

澳洲有公路810,641公里（2004年）、鐵路38,550公里（2006年）、機場461座（2007年）、河運航道2,000公里（2006年）。澳洲的交通系統發達，特別在主要大都會，如悉尼、墨爾本和布里斯本，皆有大型國際機場和暢通的大眾運輸系統，如城市火車和城市高速公路。在大多數的城鎮道路上，汽車限速一般是每小時60公里，學校周圍則是每小時40公里。高速公路則是每小時80以至100公里，在城市以外的高速公路限速則是每小時110公里。澳洲地廣人稀，大城市的間距通常很遙遠，公路是主要交通設施，人均擁有汽車數量則為世界國家中最高的之一。汽車延續了英聯邦制度的左側行駛，駕駛員座位亦在汽車右側，與宗主國英國、日本、香港及新加坡相同。由於澳洲遠離其他大陸，海運港口是國家與外界經濟溝通的重要命脈；墨爾本港是澳洲貨物吞吐量最大的港口，曾經是世界50大港口之一。澳洲其他的主要港口還有悉尼港及布里斯班港等。澳洲的公共交通系統在悉尼和墨爾本比其他國內城市發達，均有城市火車、有軌電車、公共巴士和輪渡，其中縱橫交錯在大墨爾本地區的墨爾本軌道交通系統是世界上長度最長的軌道交通之一。

### 公路及铁路

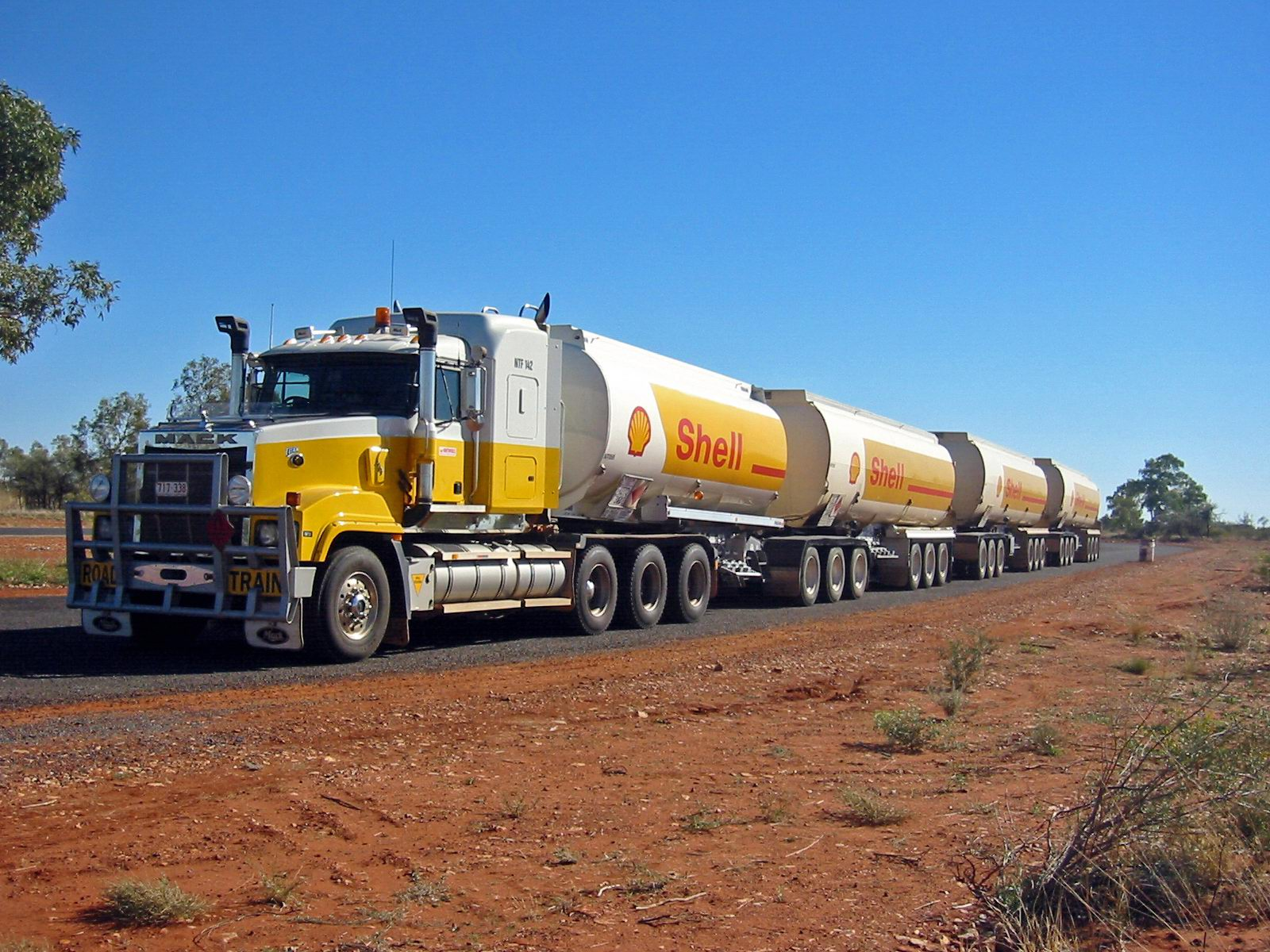
公路列車

澳洲採礦業發達，國內運輸大量使用火車、長途汽車，公路和鐵路運輸系統因此發達。在專為運輸而設的公路上，可看到澳洲特有的公路列車，即一輛高性能卡車頭拉著數節拖車和貨櫃在行駛，有時延伸長達50米（165英尺）。火車系統也很普遍應用在工業運輸。一般國民在選擇境內旅行或是商務活動多採用飛機，甚至自駕汽車，導致澳洲的鐵路客運並不發達。

### 水运及航空
大洋洲是亚洲与南美洲、非洲与南北美洲之间船舶和飞机往来所需淡水、燃料及食物的供应站，又是世界海底电缆的交汇处，地理位置十分优越。凭此优势澳大利亚形成了两个排名世界前三十的大型港口悉尼与墨尔本。同样凭此优势澳大利亚形成了很多重要的機場，如悉尼、墨尔本、堪培拉、布里斯班、珀斯、阿德莱德。

## 人口
由于没有使用黑人奴隶的历史，以及近邻印度尼西亚人并不像墨西哥人大量移民美国那样大量移民澳大利亚，因而澳大利亚的白人比例远高于与其同为移民国家的美国，亚洲裔不到100万人。多數澳洲白色人種的祖先是19、20世紀的英国移民。來自其他國家者也很多，澳洲與美國一樣是外來移民人口比例佔絕多數的國家，其外來移民數量更居世界第一。例如歐洲的德国、希臘、意大利和一些亞洲國家或地区，如香港、台灣、中國大陸、日本、印度和穆斯林國家。澳洲最早的原住民如今不及總人口的0.1%。根據2018年人口普查，有85.67%的人自稱為澳大利亞人（多數為歐洲移民後裔），接著是英格蘭裔澳大利亞人的31.65%、愛爾蘭裔澳大利亞人9.08%、蘇格蘭裔澳大利亞人7.56%、意大利裔澳大利亞人4.29%、德裔澳大利亞人4.09%、东亚裔5.37%以及希臘裔1.84%。
近年来澳洲東岸的一些國際化大都市，如悉尼和墨爾本以其高福利、高薪水以及良好的經濟氛圍吸引了包括美国在內的很多北美以及南美的新移民。孟加拉国和叙利亚近年來超過英國等欧洲國家成為澳洲單年度最大移民的来源国。
澳洲統計局估計在2021年7月30日，全國人口為25,795,807人，各大城市（2016年6月30日資料）和各州、北方領地與首都的人口（2009年3月底）如下：
| 澳洲人口分布列表 |             |              |                                  |
| 首府             | 首府人口    | 所屬州或領地 | 所屬州或領地總人口（已包括首府） |
| 悉尼             | 5,260,000人 | 新南威爾斯州 | 7,076,500人                      |
| 墨爾本           | 4,976,725人 | 維多利亞州   | 5,496,400人                      |
| 布斯本           | 2,004,262人 | 昆士蘭州     | 4,380,400人                      |
| 珀斯             | 1,658,992人 | 西澳大利亚州 | 2,224,300人                      |
| 阿德萊德         | 1,187,466人 | 南澳大利亚州 | 1,618,200人                      |
| 霍巴特           | 212,019人   | 塔斯馬尼亚州 | 501,800人                        |
| 堪培拉           | 349,900人   | 首都領地     | 351,868人                        |
| 達爾文           | 124,760人   | 北領地       | 223,100人                        |

| 1  |                   | 新南威爾士州                   | 5,259,764 | 11 |                 | 維多利亞州               | 289,400 |
| 2  | 墨尔本            | 維多利亞州                     | 4,976,157 | 12 |                 | 塔斯馬尼亞州             | 251,047 |
| 3  | 布里斯班          | 昆士蘭州                       | 2,568,927 | 13 | 汤斯维尔        | 昆士蘭州                 | 181,665 |
| 4  |                   | 西澳大利亚州                   | 2,192,229 | 14 | 凱恩斯          | 昆士蘭州                 | 155,638 |
| 5  |                   | 南澳大利亚州                   | 1,402,393 | 15 | 达尔文          | 北領地                   | 148,801 |
| 6  | 黄金海岸–堤維德岬 | 昆士蘭州／新南威爾士州         | 706,673   | 16 | 图文巴          | 昆士蘭州                 | 143,994 |
| 7  | –梅特兰           | 新南威爾士州                   | 509,894   | 17 | 柏拉瑞特        | 維多利亞州               | 111,702 |
| 8  | –昆比恩           | 澳大利亞首都特區／新南威爾士州 | 482,250   | 18 | 本迪戈          | 維多利亞州               | 102,899 |
| 9  | 陽光海岸          | 昆士蘭州                       | 355,631   | 19 | 奥尔伯里–沃东加 | 新南威爾士州／維多利亞州 | 97,676  |
| 10 | 卧龙岗市          | 新南威爾士州                   | 305,880   | 20 |                 | 塔斯馬尼亞州             | 93,332  |

### 語言
根据澳大利亚政府2016年的调查，在澳大利亚居住的人们在家中最普遍使用的語言，根据人数多少排序，依次是英語（72.7%），官话（2.5%）, 阿拉伯語（1.4%），粤语（1.2%），越南語（1.2%）以及義大利語（1.2%）。英語在從第一代英國移民到來後，就是澳洲最通用語言。原住民則部分保留著有使用母語者。而許多第一第二代移民通常都是雙語人士。
澳大利亚原住民语言數量於歐洲殖民者初到澳洲時大概有250種語言，如今还剩20種原住民語言仍在各年齡層使用，其中110種語言于年長者使用。根據2006年調查，52,000名澳洲原住民在家中使用原住民語言，約佔12%的原住民總人口。澳大利亞的澳大利亞手語為5,500名聽覺障礙人士的主要語言。

### 宗教
| 澳洲人口宗教信仰分布 | 澳洲人口宗教信仰分布 | 澳洲人口宗教信仰分布 | 澳洲人口宗教信仰分布 | 澳洲人口宗教信仰分布 |
| -------------------- | -------------------- | -------------------- | -------------------- | -------------------- |
| 宗教                 | 宗教                 |                      | 百分比               | 百分比               |
| 天主教               | 天主教               |                      | 22.6%                | 22.6%                |
| 圣公宗               | 圣公宗               |                      | 13.3%                | 13.3%                |
| 其他基督教教派       | 其他基督教教派       |                      | 16.3%                | 16.3%                |
| 佛教                 | 佛教                 |                      | 2.4%                 | 2.4%                 |
| 伊斯蘭教             | 伊斯蘭教             |                      | 2.6%                 | 2.6%                 |
| 印度教               | 印度教               |                      | 1.9%                 | 1.9%                 |
| 猶太教               | 猶太教               |                      | 0.4%                 | 0.4%                 |
| 其他宗教             | 其他宗教             |                      | 0.4%                 | 0.4%                 |
| 無神論者             | 無神論者             |                      | 30.1%                | 30.1%                |
| 未定義及不確定       | 未定義及不確定       |                      | 9.7%                 | 9.7%                 |

澳洲沒有國教；是一個世俗國家。《澳洲憲法》（Australian Constitution）第116條規定澳洲是一個宗教信仰之自由國度，任何人有信仰任何宗教的權利及自由。
根據2016年的人口普查，有52.2%的澳洲人表明自己是基督徒，其中多數為天主教佔22.6%、13.3%為圣公宗；。雖然澳洲不是基督教國家，但基督教仍為澳洲的最大宗教。

## 文化
澳洲受其地理位置影響，很容易被誤解成文化沙漠，然而由于澳洲逐渐与殖民母国英国的疏离，澳洲目前的主流文化自1960年代崛起，其各類的藝術、文學、音樂及電影等文化與世界主流文化接軌，澳洲原住民文化亦與主流的欧洲裔白種人文化同化，在一些領域形成了「澳大利亞文化」。
澳洲主流文化源自英國文化，在1940年代前，遠離歐美大陸而在文化方面顯得異常孤立。第二次世界大戰後隨著美國興起和1960年代后新一代移民的成長，帶給澳洲一股轉向以美英為主的多元文化熱潮，使澳洲逐漸成為世界主流文化的輸出國之一。澳洲也在電影、文學、流行音樂和藝術取得巨大成功，出現多位世界級大師，貢獻於世界文化藝術。
但是1980年代起，許多澳洲新生代崇尚以好萊塢電影為主的美國文化，原有的英國文化則被視為傳統文化，慢慢被取代。

### 文學
澳洲文學發展可以大略分成以下階段:
口傳時期(1788年以前):在歐洲人到來以前，澳洲原住民沒有語言文字。個人的言語可能經由口耳相傳，但整體語言系統直到二十世紀才有所系統性的發展。然後，他們的歌謠、吟唱、傳說和故事在各民族間因為沒有共同語言因此並相當分歧。而這些創作也因此常常不為本民族之外的人們所理解，直到二十世紀下半葉才逐漸被研究。
殖民時期(1788~1888):從1788年新南威爾斯登陸後開始，就不斷出現對於這片新大陸的研究報告。當時大眾對於罪犯的新生活並不感興趣，反而是對新大陸的動植物與土地河流等自然景觀感到興趣，大部分的出版書籍都與探索與冒險的內容和摘要為主。而同時出現的還有懷鄉文學，有些在澳洲待過一段時間的作家透過詩集和作曲等抒發對於家鄉的思念，例如Barron Field的First Fruits of Australian Poetry。
國族主義擴張時期(1888~1939):此時期民族主義和各州聯邦的運動顯著增長，關於澳大利亞人的口號開始被呼喊，充滿了國族主義色彩。J. F. Archibald創辦的《公報》雜誌，提出澳大利亞屬於澳大利亞人的口號，宣傳眾人平等的觀念，具有社會主義的色彩。公報團結了一大批作家，形成公報派，促進了澳大利亞的文學發展。
國際化階段(1940~1969): 第二次世界大戰期間開始，一批具有才華的作家和藝術家開始出現。包括Southerly和Meanjin在內的文學雜誌都關注促進澳大利亞的寫作。並且國際閱讀公眾對澳大利亞寫作的興趣也在增長。此時期開始發展本土意識的文學。
走向自由主義(1970以後):在20世紀70年代後，澳洲文學擺脫了所有的限制，開放包括性、挑釁或科幻等題材。事實上，他們的價值觀允許自由主義，他們的故事在道德層面上反映當代社會和政治，因此每個人都非常警惕個人遭遇的諷刺可能性。而在此之後澳洲原住民意識逐漸崛起，原住民文學的作品開始出現，他們的作品通常直接反映在白人社會中的處境與地位。
1973年，澳洲政府成立藝術理事會文學委員會，文學開始大力發展，在國際上已具有一定成就，本土文學創作則受國際矚目。例如早期馬庫斯·克拉克于1874年創作《無期徒刑》。19世紀晚期，澳洲的叢林詩人為尋求更多自己的「澳洲化」歸屬感，而與英國傳統文化決裂。小說自1920年代起，在世界文學界中越發重要，澳洲亦如此。此一階段的優秀澳洲文學作品有《庫納爾杜》、《卡布里康尼亞》和《可憐的傢伙，我的故鄉》。
帕特里克·懷特是澳洲文學巨匠之一，1973年他以《風暴之眼》（The Eye of the Storm）獲得諾貝爾文學獎，是澳洲人首獲此獎者。當今澳洲文學巨匠是來自西澳州的蒂姆·溫頓（Tim Winton）、彼得·凱里與布賴斯·考特尼（Bryce Courtenay），他們主要作品包括：《云街》、《乘客》、《塵土音樂》、《奧斯卡和陸辛達》、《凱利幫的真實故事》、《一個人的權勢》、《愚人節》、《托摩和霍克》、《杰西卡》。
托馬斯·肯尼利是近代澳洲為世界文壇貢獻的最優秀文學作家之一。他曾是牧師，主要作品有《雲雀和英雄》、《鐵匠吉米的贊歌》、《辛德勒名單》。其大部分作品都已拍成電影，包括著名的《辛德勒的名單》（1993年），導演是荷里活的斯蒂芬·斯皮爾伯格。澳洲其他著名作家還有墨累·貝爾、大衛·馬洛夫、科林·麥卡洛等。
澳洲現代知名文學還有《瘋狂樹屋》《就是》等系列。

### 藝術
澳洲的繪畫和建筑風格很不同於其他大洲。1850年代，澳洲不少畫家放棄原有歐洲畫派中心的創作思想，因為它無法充分呈現出澳洲景色的特殊風格。這時期的代表畫家有ST·吉爾、湯姆·羅伯茨。1920年代和1930年代，澳洲藝術領域維持既有固執而保守的風格，鮮少展開印象主義、立體主義等方面的革命。社會現實派畫家則以諾伊爾·庫尼漢、喬西·伯格納為首，刻畫新移民和勞動階層的痛苦生活，成為1950年代澳洲藝術家的代表人物之一。澳洲知名藝術家另還有艾爾伯特·納馬特吉拉、西德尼·諾蘭、唐納德·弗蘭德、拉塞爾·德賴斯等。
今日澳洲是公認的世上最具艺术活力國家之一，豐富多彩，具有獨特性。當代著名設計師肯·多恩、布雷特·懷特利等人，將澳洲藝術推向世界領域，并取得國際地位。習慣戴貝雷帽的澳洲當代藝術大師羅爾夫·哈里斯（Rolf Harris）乃代表性人物。2005年，英國女王伊麗莎白二世欽點他為八十歲誕辰慶典畫像。

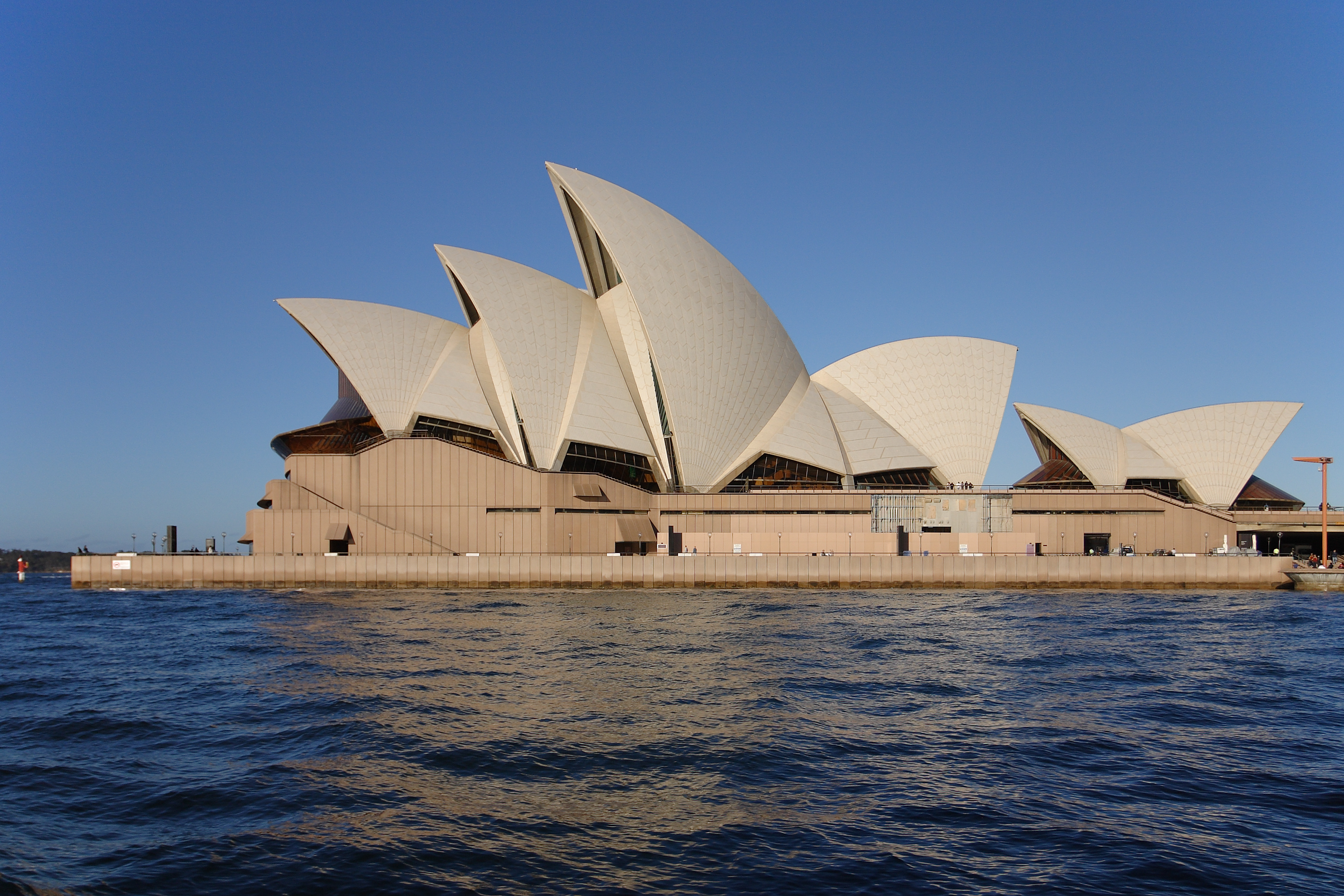
雪梨歌剧院

澳洲淘金熱在1840年代展開，澳洲建筑風格同時趨向華麗典雅。澳洲基本是著重遺產保護的。現今的重要建筑，如始建於1893年的悉尼維多利亞女王大廈、坎培拉國立美術館、墨爾本維多利亞藝術中心，雪梨歌劇院（丹麥建筑師烏特松設計，澳洲建筑師彼得·霍爾完成）等。首都堪培拉乃預定規劃、以祥和四方為尚的人造城市，在當時被視為建筑師的「操練場」。
澳洲城市的居民建筑通常是成片的低矮小樓，帶有花園，每棟約占地1/4英亩，大於許多西歐國家、略小於美國。有些建筑則保留原始建材的特色，如将砖、木头裸露在外，具有墾殖時代的感觉。澳洲气候适合全盘引进美国加利福尼亚州、地中海和亚洲热带地区的建筑风格。澳洲建筑业很注重节能环保，法律严格規定了许多建材用料的标准。

### 音樂

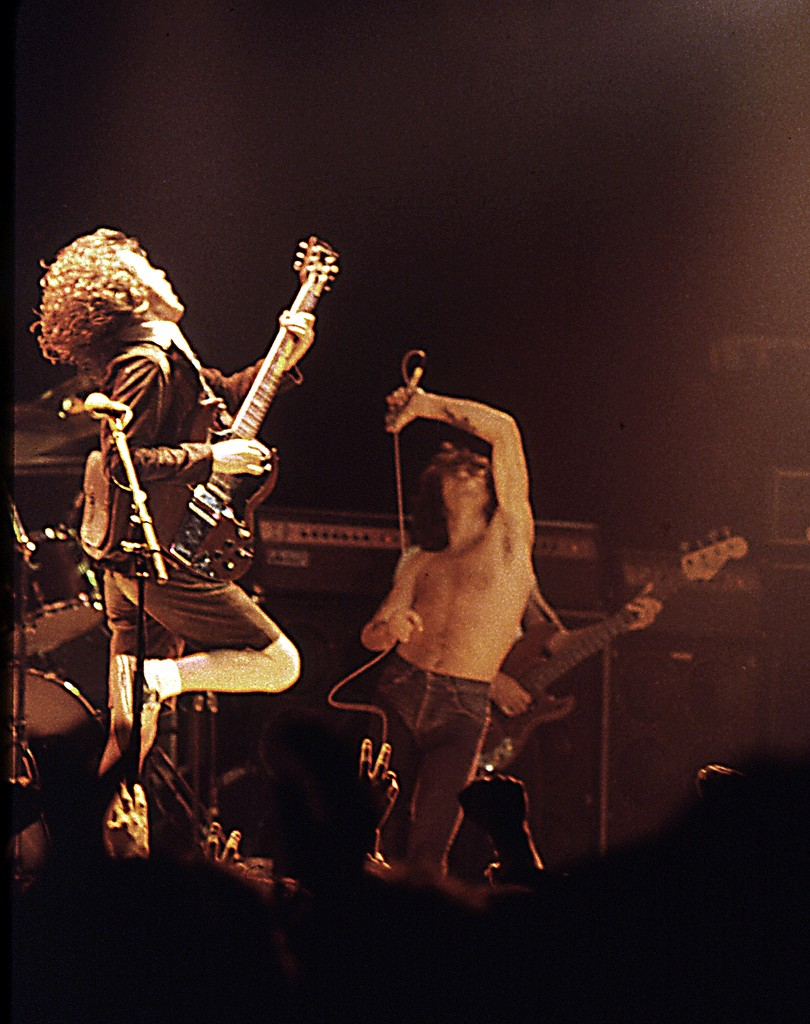
表演中的澳洲著名摇滚乐队AC/DC樂隊

澳洲有多位世界級歌劇演員，著名歌唱家包括1880年代的女高音内莉·梅尔巴女爵士（Dame Nellie Melba）和1950年代至1980年代的瓊·薩瑟蘭。著名男中音如約翰·布朗利（John Bvrownlee）和彼得·道森（Peter Dawson）。歌劇創作以瑪格麗特·薩瑟蘭最傑出，她創作許多經典的音樂曲目。珀西·格蘭杰創作的歌劇《鄉村花園》（1907年），聞名世界於第二次世界大戰之后。20世纪下半叶有著名作曲家斯克尔索普等。著名指挥大师理察·波寧吉是澳洲最具代表性的音乐人之一，多次为帕瓦罗蒂和世界知名芭蕾舞剧团录制唱片。此外，鋼琴大師艾琳·喬伊恩和古典吉他手約翰·威廉斯亦為世界知名的澳洲音樂家。
澳洲的流行音樂領域在西方流行樂壇中佔有非常重要的位置，尤其是曾產生大量的國際知名的搖滾樂團，.如比吉斯（Bee Gees）結合抒情和搖滾發揮到極致，創作多首膾炙人口的歌曲，廣受全世界歡迎。AC/DC則為當今全球搖滾樂團中具有舉足輕重地位的著名樂團，其音樂理念和文化輻射已經成為澳洲乃至西方社會中的主要文化象徵之一。其他的著名樂隊還有輕鬆節拍、電波鳥人樂團、You Am I樂團、新浪潮、工作的人們、狼母、午夜的油、小河樂團、猶豫的哀傷、生病的小狗、再一個比約恩（Björn Again）、空中補給、野人花園和Jet。重量級的流行樂歌手則有凱莉米洛、奧莉薇亞·紐頓-強、Helen Reddy、希雅。

### 電影
澳洲電影在全球具有影響力。第二次世界大戰前，澳洲即開始製作電影，其中不乏優秀的作品。二戰后的澳洲電影業處於停頓狀態。直至1970年代，工黨領袖惠特蘭為首的執政黨政府設立澳洲電影發展公司，後更改名為澳洲電影委員會（AFC）。電影委員會設立了政府自己的電影製片機構澳洲電影局，拍攝大量的電影，成為澳洲史上第一輪的電影製作熱。報紙專欄作家和廣告業巨頭菲利普·亞當斯是當時積極參與電影熱的名人之一。
至今，澳洲製片人和導演以其獨特風格為自己在全球電影業贏得了無可爭辯的地位，且有力地影響了荷里活。澳洲旅美電影人在荷里活因此被稱為「桉樹葉幫」，包括現今活躍于荷里活的多位製片人、導演和演員。著名导演有巴兹·鲁尔曼、亞歷士·普羅亞斯、乔治·米勒和溫子仁等，著名演员包括 妮可·基嫚、凱特·布蘭琪、休·傑克曼、盖·皮尔斯和蜜雅·娃絲柯思卡等。

## 社会生活

### 人民生活
澳洲是一个高福利国家，福利的种类多而齐全，主要包括失业救济金、退伍军人及家属优抚金、残疾人救济金、退休金以及家庭补贴等。2008年12月，就业人数為10,804,000（占國家的一半人口），失业人数為504,000，全职成年职工人均周工资1,165.3澳元，家庭消费开支同比增长0.7%。然而，澳洲亦是一個稅率極高的國家，最高達到49% （2015财政年）。
蓋洛普民意測驗中心（Gallup）公布2010至2012年「潛在淨移民指數調查」（Potential Net Migration Index）發現，全球最具移民吸引力排名，亞太地區澳洲排名第一（世界排名第三，僅次於沙烏地阿拉伯及科威特）。

### 医疗保健
澳洲擁有完善的聯邦醫療保健系統，根據世界衛生組織醫療保健系統的總排名（2009年），澳洲名列全球各國第12位。澳洲的公民和永久性居民都可以在全國任意的公立醫療機構享受免費的醫療服務，根據美國中央情報局的資料顯示，在2006年至2010年的世界各國人口預期壽命排名中澳洲以平均壽命81.2歲排在世界各國第五位。
澳洲的醫療保健體系會發給任何澳洲公民和澳洲永久性居民由公共事業部下屬的政府機構Medicare製造并帶有磁條的醫療保健卡，患者使用醫療保健卡前往任意醫院就醫將被醫院記錄在案，從而為每一個國民建立起一套強大的個人病例記錄系統。而根據澳洲與其他西方國家簽訂的《醫療保障體系的互惠協議》（RHCA），所有澳洲公民和永久性居民持有Medicare卡可以前往如下任意國家享有免費醫療：英國、瑞典、荷蘭、比利時、芬蘭、挪威、斯洛文尼亞、馬爾他、意大利、愛爾蘭和紐西蘭。近年来，澳洲政府积极鼓励扩大私人医疗保险；所有公民投保私人醫保可享受政府的保費補貼，這可以減少公立醫療單位的壓力。至2006年6月，约43%的人参加各种私人医疗保险。

## 教育

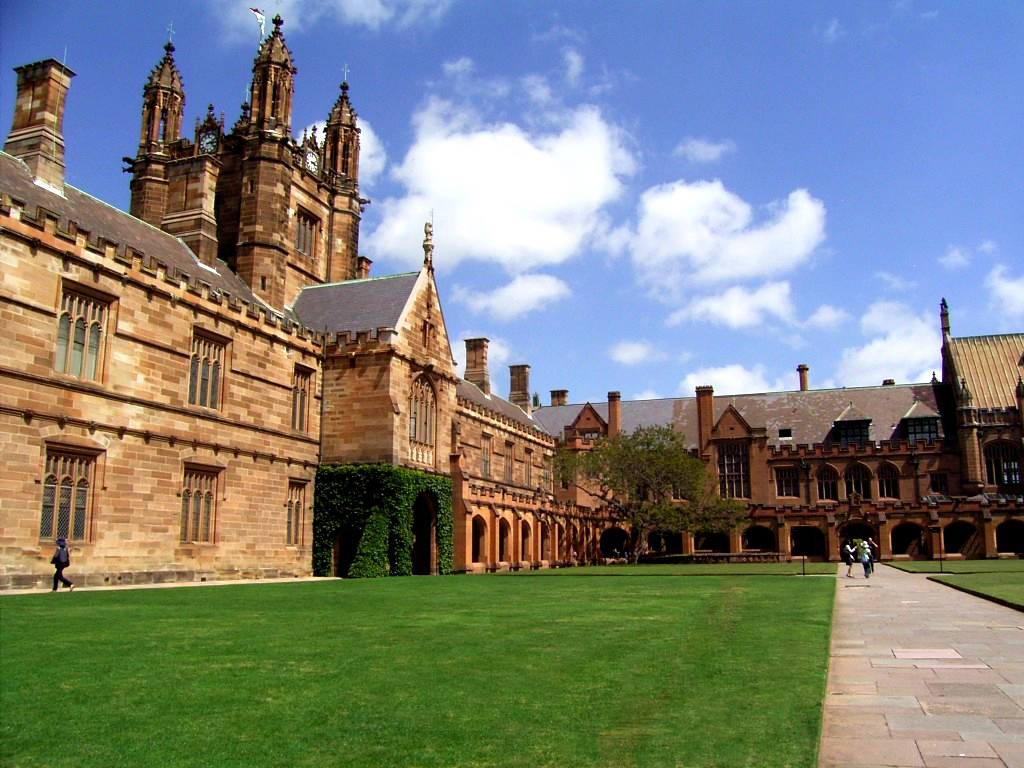
悉尼大學

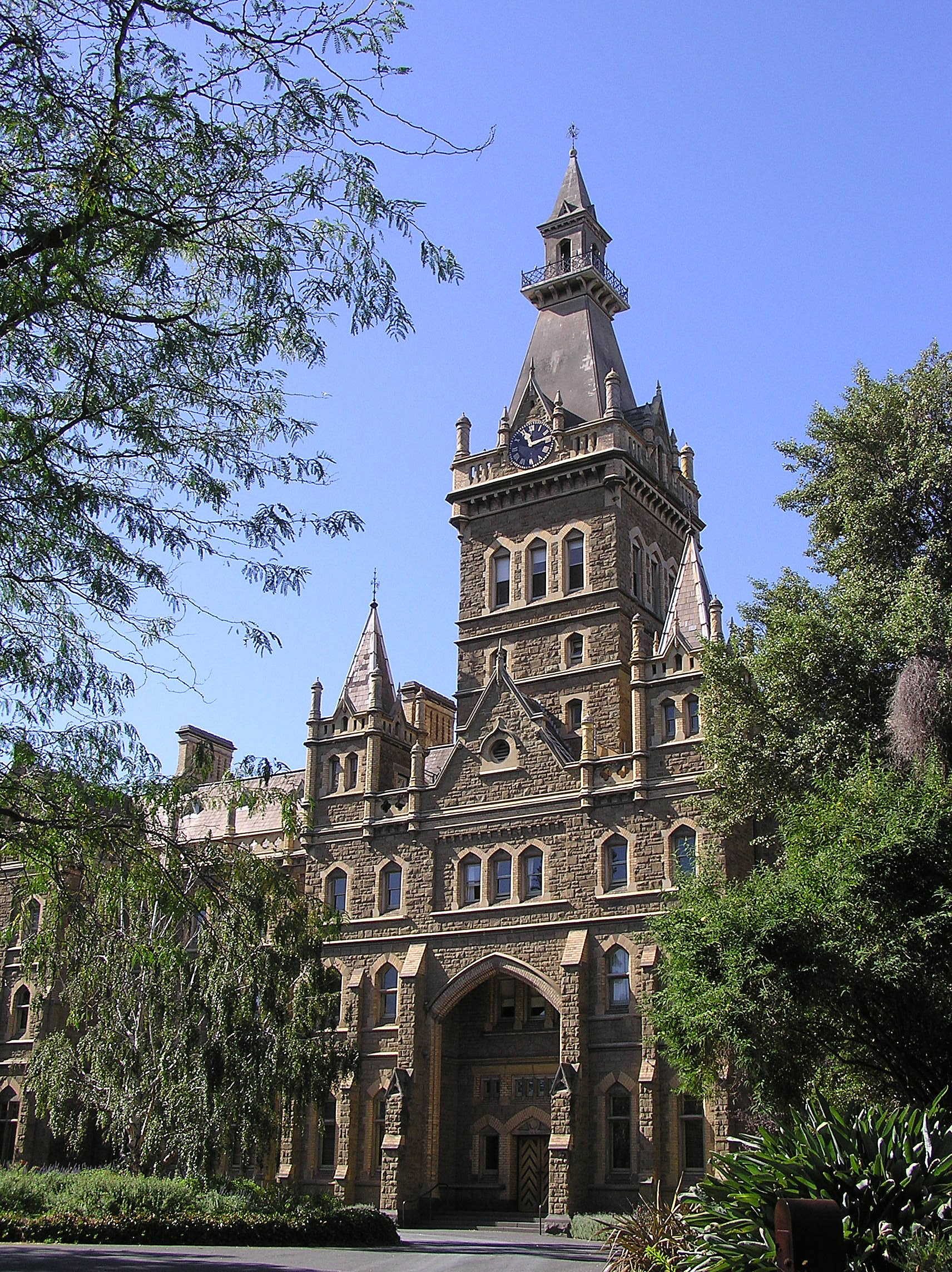
墨爾本大學

澳大利亚教育為世界知名，全國有1所國立大學（聯邦政府立法成立）、36所公立大學（州政府立法成立）、3所私立大學，以及兩所國際大學。1990年代，各所大學皆已經升格為綜合型大學，且於海外廣設分校。截至2023年，根据QS世界大学排名，有10所大學的排名進入了2024年QS世界大學排名前100，6所大學的排名進榜泰晤士高等教育世界大學排名前100大，3所大學獲得商學院三重認證。澳洲不同於美國，其最知名高等學府皆為公立。澳洲每年吸引到世界各地學生前往留學，是全球重要的教育樞紐之一，亦是澳洲經濟的最主要收入來源之一。

### 高等教育
在澳洲對於學士學位和以上之教育以高等教育稱之，目前全澳共有42所高等教育院校，其中37所為公立大學（含1所國立大學）、3所為私立大學，還有2所為國際大學。
大學一詞在澳洲有聯邦法律保護，須經專家學者及政府針對相關學術、財務等方面之品質評估與認可，且由國會或州議會立法通過，方准設立。通過以後，無論公立或私立，皆獲授權允自行核可開設課程以及頒授證書、文憑和學位並由澳洲教育部以學程名錄（Commonwealth Register of Institutions and Courses for Overseas Students，簡稱CRICOS）管理之。
澳洲各大學的競爭力排名，隨著政府評鑑標準的多樣化而浮動。由於每一所高等學府都需要政府部門補助其校務發展經費，因此皆須即早定位出可長可久的發展特色和卓越的教學科系或研究系所，以利爭取經費、招生和全球學術評等。澳洲現有三大校際聯盟，目的都是在逐年遞減的聯邦教育預算趨勢中，提醒教育部增加或維持對大學教育品質的支持。
八所最著名的大學组成了八大盟校（Group of Eight）：
- 澳洲国立大学（堪培拉）
- 悉尼大學（悉尼）
- 墨爾本大學（墨爾本）
- 新南威爾士大學（悉尼）
- 昆士蘭大學（布里斯本）
- 蒙納許大學（墨爾本）
- 西澳大學（伯斯）
- 阿德雷得大學（阿德雷得）

接著是由四所著名大學組成澳大利亚科技大学联盟，以理工、社會科學、創新研發，和文化創意產業等領域享譽澳洲：
- 悉尼科技大學（悉尼）
- 科廷大學（伯斯）
- 墨爾本皇家理工大學（墨爾本）
- 南澳大學（阿德雷得）

第三個校際聯盟澳大利亚创新研究大学联盟則由六所大學組成，以商業、藝術、人文、教育、設計產業等見長於世，佔全國入學率15%，目標是建立共享的科學研究應用中心：
- 紐卡索大學（紐卡索）
- 麥覺理大學（悉尼）
- 格里菲斯大學（布里斯本）
- 拉籌伯大學（墨爾本）
- 梅鐸大學（伯斯）
- 弗林德斯大学（阿德雷得）

## 体育

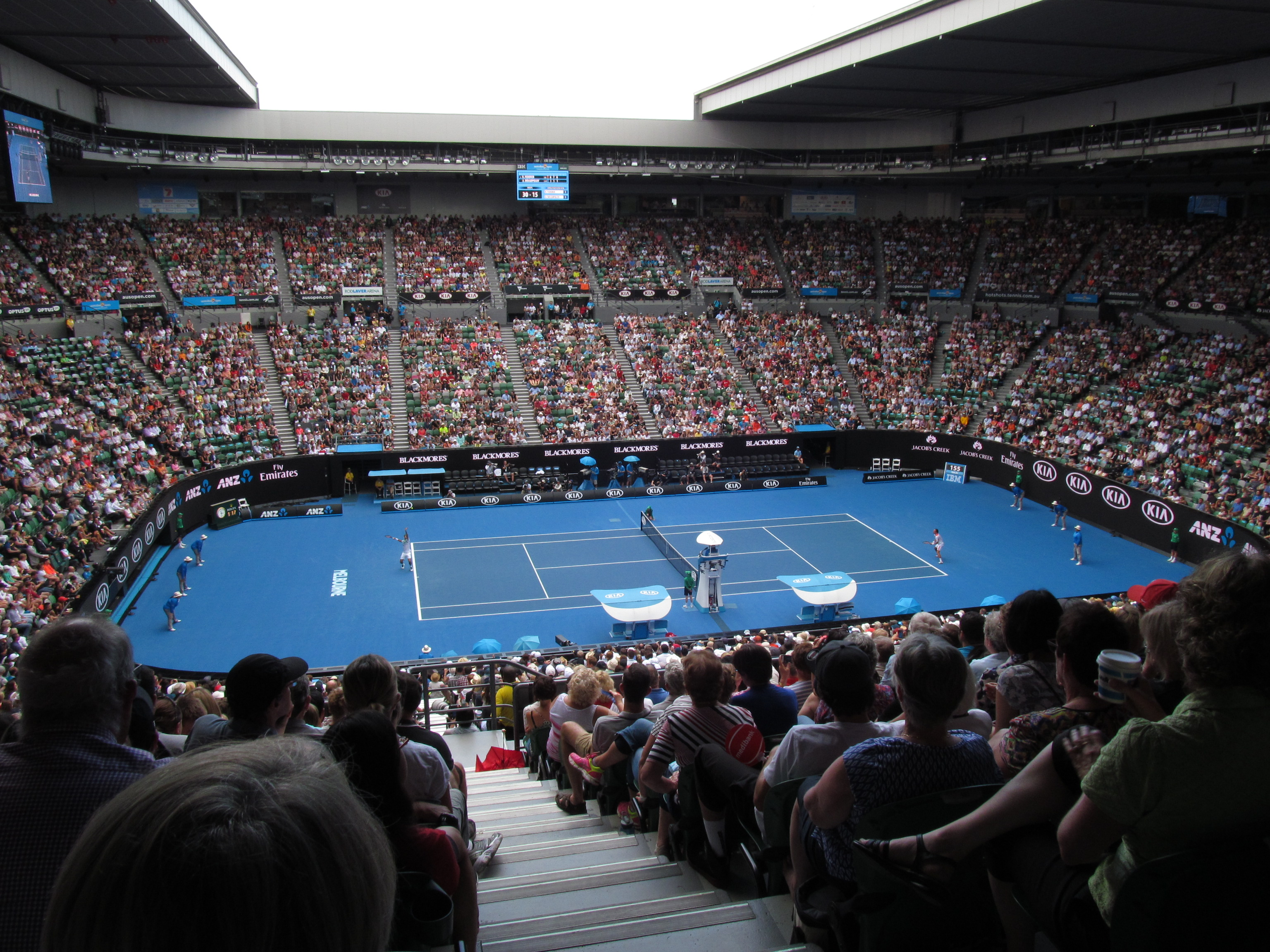
墨爾本公園正在進行澳網比賽

澳洲是體育運動大國，體育在全國各年齡段人口中都非常普及。國際運動競技場上，澳洲的許多運動如澳式足球、聯盟式橄欖球、橄欖球、板球、籃球、網球、游泳、賽車、單車、賽艇、曲棍球、籃網球等均名列世界前茅，足球、賽馬、高尔夫球和田徑等也是國內流行的運動。
澳洲本土舉辦過兩次奧運會，分別是1956年墨爾本奧運和2000年悉尼奧運，亦曾經參與了自第一屆奧運會至今的大部分賽事。澳洲曾經舉辦過四次英聯邦運動會，并出席了英聯邦運動會歷屆賽事。雖然现有仅有约2300萬人口，但數十年來卻一直位居夏季奧運會金牌榜的前六名，游泳和田徑項目通常帶來許多獎牌，其中游泳項目曾為澳洲贏得最多的金牌，亦是澳洲長期以來最為引以為傲的項目之一，其中不乏伊恩·索普這樣的泳壇巨星，其曾獲得5枚奧運金牌，是澳洲迄今的最高紀錄；著名的游泳運動員還有格兰特·哈克特、乔迪·亨利、莉比·伦顿、艾麗斯·米爾斯和彼得里娅·托马斯等。
澳洲是全球網球運動的圣地之一，四大滿貫之一的澳洲網球公開賽每年一月在墨爾本公園進行。墨爾本的亞伯公園賽道則是一級方程式賽車（F1）的一個比賽分站。澳洲有多位得過大滿貫賽事的網壇巨星，如柏·卡殊、罗德·拉沃、帕特里克·拉夫特、莱顿·休伊特、艾丽西亚·莫利克、萨曼莎·斯托瑟、玛格丽特·考特和約翰·紐康姆等。
澳式足球為澳洲特有，並且是澳洲最受歡迎的運動，澳大利亞澳式足球聯盟（AFL）是澳洲入場觀眾最多和收視率最高的運動賽事。繼AFL後，全國橄欖球聯賽（NRL）是澳洲第二受歡迎的職業聯賽，在昆新兩州和坎培拉甚至比AFL更受歡迎，並且是世界最高水準的職業聯盟式橄欖球聯賽。此外，超級橄欖球聯賽、謝菲爾德盾和大爆炸聯盟也是澳洲相當流行的體育聯賽。

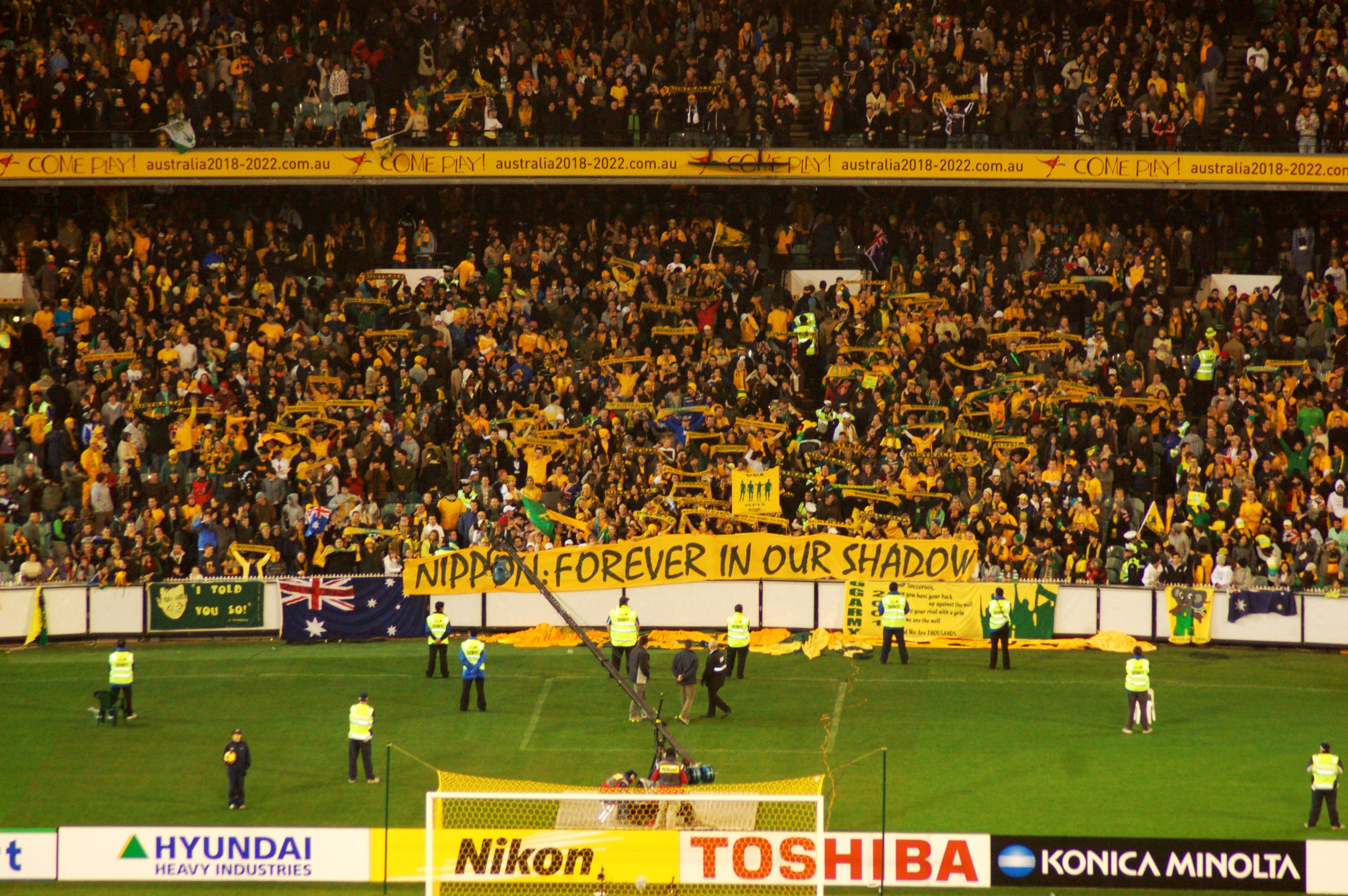
澳洲国家足球队比赛中声势浩大的球迷团体

近年來籃球和足球亦迅速普及，澳洲國家籃球聯賽是世界一流水準的職籃聯盟，澳洲籃球國家隊是世界籃壇強權之一，屢次制霸亞太地區並在奧運及世界盃籃球賽取得佳績；澳洲職業足球聯賽在建立後發展迅速，不斷有新球會加盟，澳洲國家足球隊近年來成為澳洲頗受歡迎的集體運動隊伍之一，2006年退出大洋洲足協加入亞洲足協，在2006年世界杯足球賽中表現出色，打入16強後，輸給後來得到世界冠軍的意大利國家足球隊，2009年更是以世界杯外圍賽十強賽8場不敗的戰績再次打進2010年南非世界杯的決賽階段，不過最終在首圈被淘汰。2015年1月，澳洲為東道國舉辦了亞洲盃足球賽，并在最終的決賽中擊敗宿敵南韓國家足球隊首次獲得冠軍。2023年作為東道國举办2023年女子世界盃足球賽。相形之下，棒球在澳洲顯得冷門，不過在澳洲棒球聯盟成立後，澳洲棒球發展迅速，並有許多球員在美國職棒體系打拼。